# Клутінге
Клутінге (нід. Kloetinge) — село в нідерландській провінції Зеландія. Входить до муніципалітету Гус.
Його площа — 7,77 км², а населення станом на 2021 рік становило 3440 осіб.
Перша згадка про населений пункт датується 1216 роком.
До 1970 року мало статус окремого муніципалітету.

## Галерея

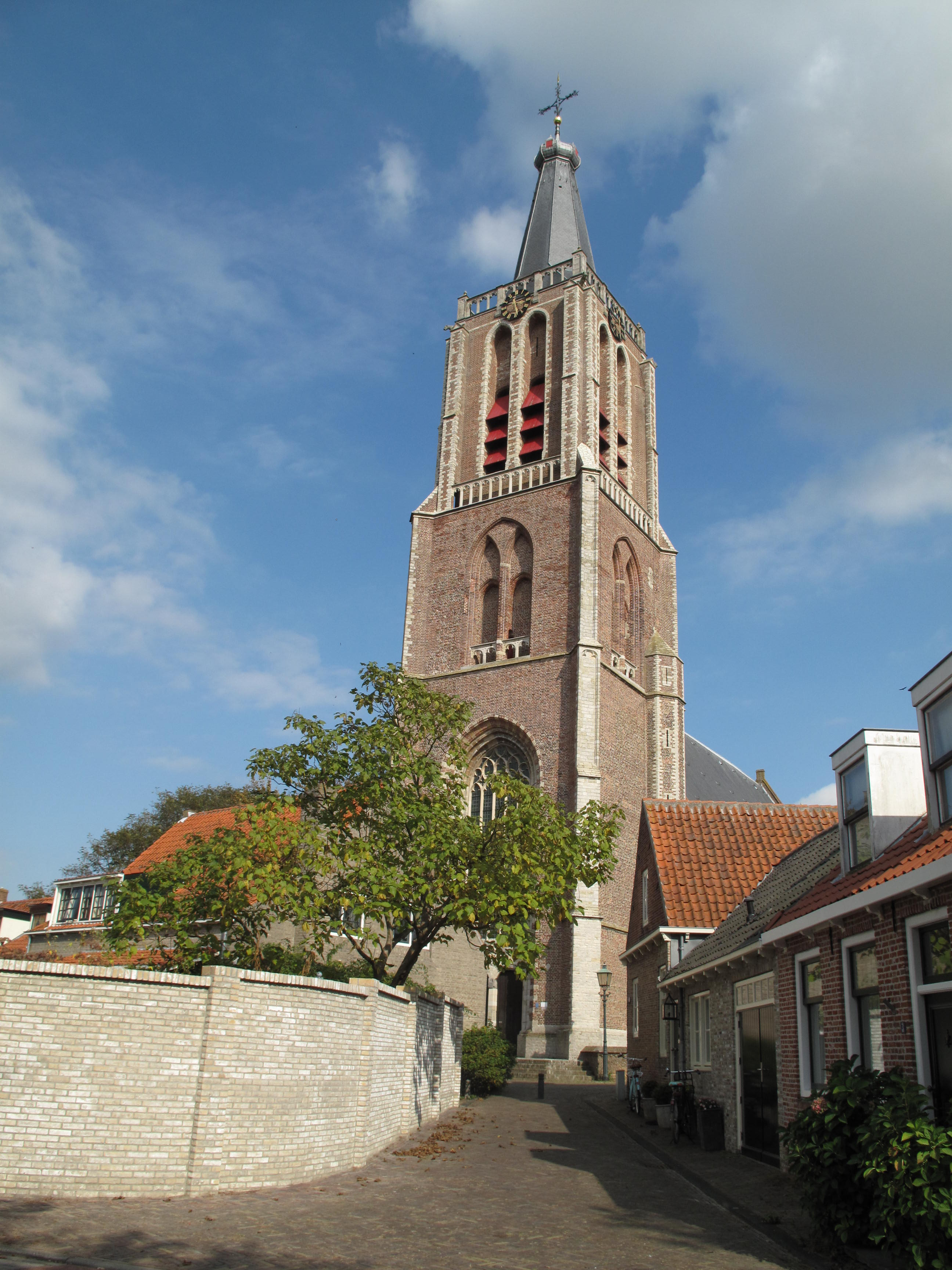
Церква св. Гертруди
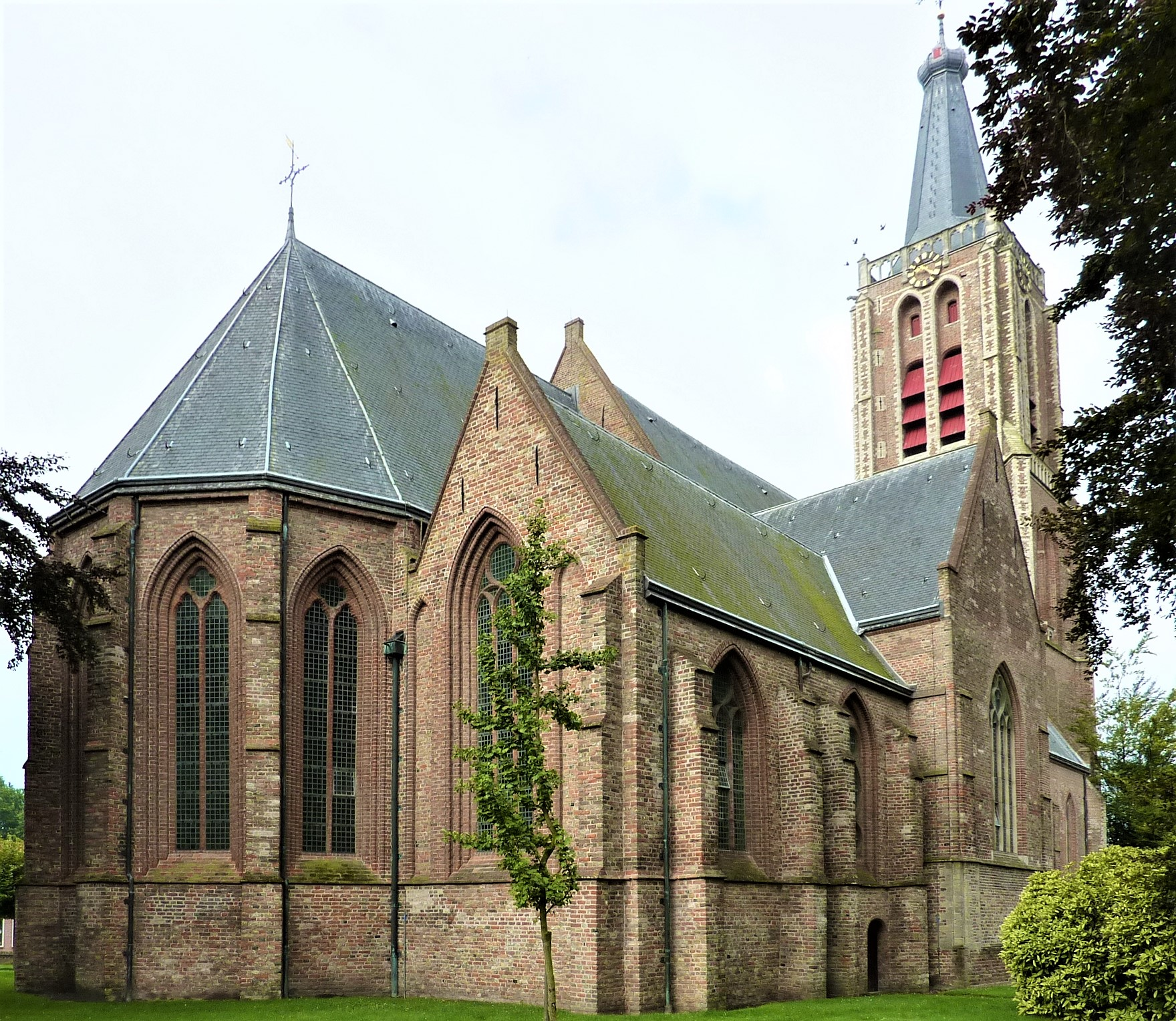
Церква св. Гертруди
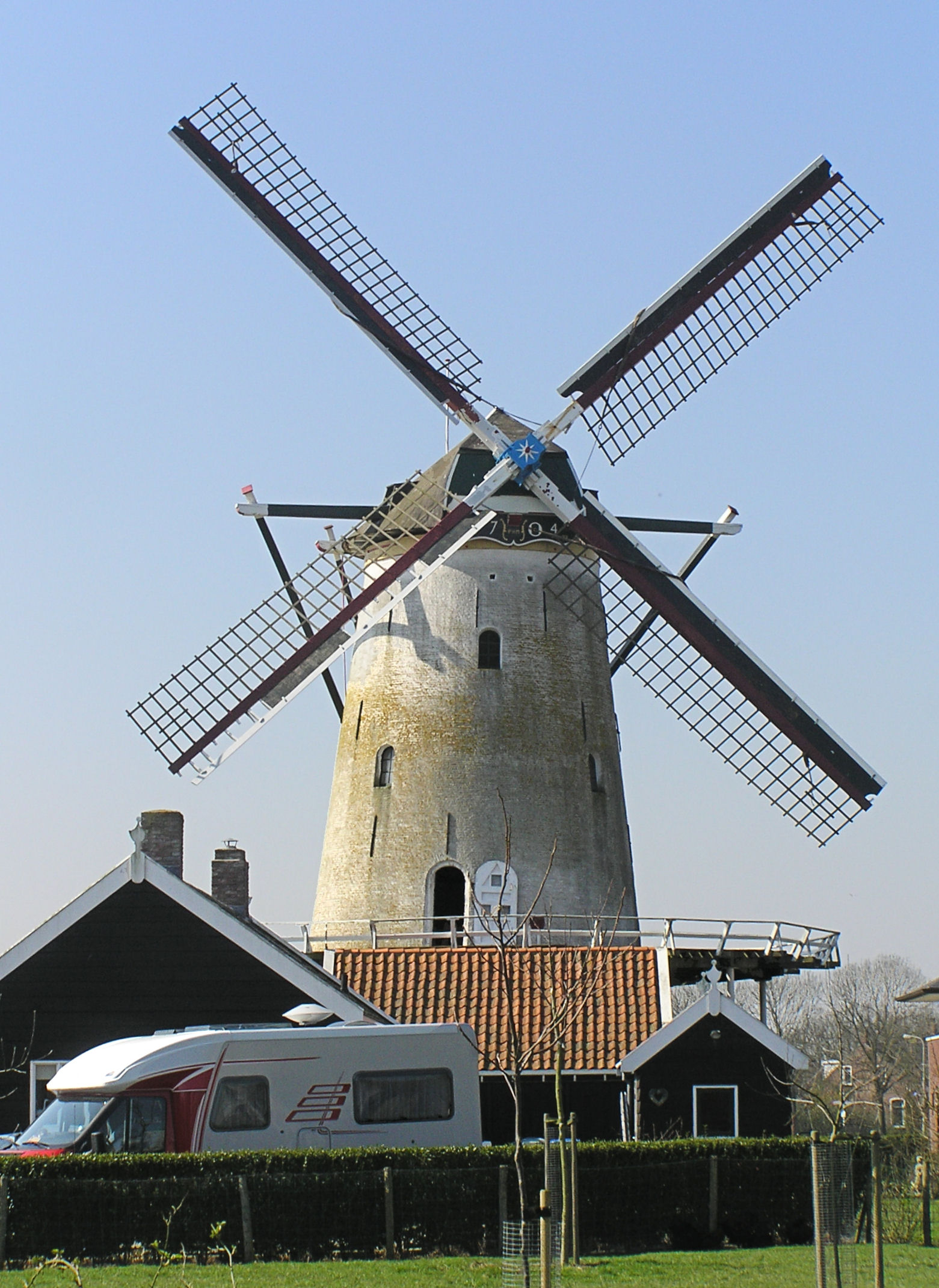
Вітряк у селі
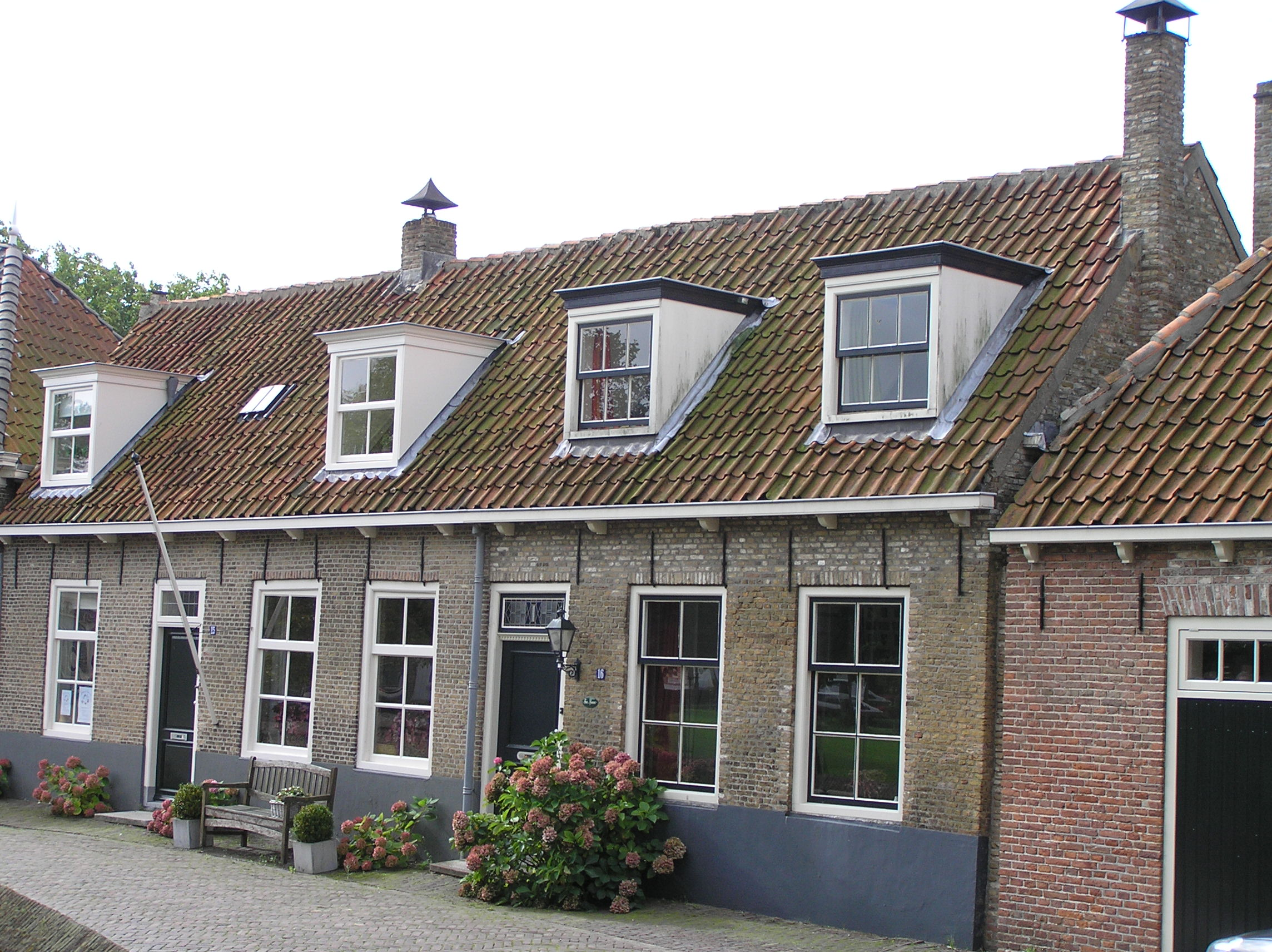
Сільська забудова